# Санта-Эужения-ди-Риу-Кову
Са́нта-Эуже́ния-ди-Ри́у-Ко́ву (порт. Santa Eugénia de Rio Covo) — район (фрегезия) в Португалии, входит в округ Брага. Является составной частью муниципалитета Барселуш. Находится в составе крупной городской агломерации Большое Минью. По старому административному делению входил в провинцию Минью. Входит в экономико-статистический субрегион Каваду, который входит в Северный регион. Население составляет 1399 человек на 2001 год. Занимает площадь 3,03 км².